# Indianoinocellia
Indianoinocellia är ett släkte av halssländor. Indianoinocellia ingår i familjen reliktsländor.
Kladogram enligt Catalogue of Life:
| Indianoinocellia | \| \| Indianoinocellia mayana \| \| \| \| \| \| Indianoinocellia pilicornis \| \| \| \| |
|                  | \| \| Indianoinocellia mayana \| \| \| \| \| \| Indianoinocellia pilicornis \| \| \| \| |
|                  | Fibla                                                                                   |
|                  |                                                                                         |
|                  | Inocellia                                                                               |
|                  |                                                                                         |
|                  | Negha                                                                                   |
|                  |                                                                                         |
|                  | Parainocellia                                                                           |
|                  |                                                                                         |
|                  | Sininocellia                                                                            |
|                  |                                                                                         |
|                  | Indianoinocellia mayana                                                                 |
|                  |                                                                                         |
|                  | Indianoinocellia pilicornis                                                             |
|                  |                                                                                         |

|  | Indianoinocellia mayana     |
|  |                             |
|  | Indianoinocellia pilicornis |
|  |                             |